# بلينغدن (باكينجهامشير)
بلينغدن (بالإنجليزية: Bellingdon)‏ هي قرية تقع في المملكة المتحدة في باكينجهامشير.